# Valverde de Valdelacasa
Valverde de Valdelacasa település Spanyolországban, Salamanca tartományban. Valverde de Valdelacasa Valdefuentes de Sangusín, Los Santos, Valdelacasa, Puebla de San Medel és Peromingo községekkel határos. Lakosainak száma 57 fő (2024).

## Népesség
A település népessége az elmúlt években az alábbi módon változott:
| Lakosok száma | 76   | 66   | 69   | 85   | 78   | 65   | 76   | 71   | 61   | 57   |
|               | 2001 | 2004 | 2007 | 2009 | 2012 | 2014 | 2017 | 2019 | 2022 | 2024 |